# Sveriges lärare för fred
Sveriges lärare för fred är en partipolitiskt, religiöst och fackligt obunden fredsorganisation för lärare i Sverige, som finansieras genom medlemsavgifter och olika projektbidrag. Föreningen startade 1982, i skuggen av det kalla kriget, för att arbeta mot kärnvapen tillsammans med andra yrkesgrupper. Under åren har arbetet utvecklats och i dag ligger fokus på fler fredsfrågor. Föreningen har medlemmar från förskola till universitet och omfattar all skolpersonal från pedagog till vaktmästare, lärarstudenter samt andra som delar föreningens målsättning.[källa behövs]
Organisationen ingår i Yrkesgrupper mot kärnvapen.

## Öergripande målsättning
- Att konflikthantering, demokrati och mänskliga rättigheter, interkulturell förståelse, solidaritet och medvetande om de globala sammanhangen skall bli en naturlig del av all undervisning.
- Att dessa frågor får större utrymme inom lärarutbildning och fortbildning.
- Att verka för konflikthantering utan våld.
- Att stärka opinionen för nedrustning och avskaffande av kärnvapen och andra massförstörelsevapen